# Liste der Mitglieder des Provinziallandtags der Rheinprovinz (9. Sitzungsperiode)
Diese Liste nennt die Mitglieder des 9. Provinziallandtages der Rheinprovinz 1851.

## Hintergrund
Der Provinziallandtag der Rheinprovinz bestand aus 75 Mitglieder, die sich in vier Kurien aufteilten. Die erste Kurie bestand aus vier Standesherren, die über Virilstimmen verfügten. Die Standesherren konnten sich vertreten lassen. Die zweite Kurie bestand aus den Vertretern der Ritterschaft, diese wurden in zwei Wahlkreisen (Regierungsbezirke Koblenz/Trier/Köln und Regierungsbezirke Aachen/Düsseldorf) gewählt. Die dritte Kurie bildeten die Vertreter der Städte. Diese wurden in indirekter Wahl bestimmt. Die vierte Kurie bildeten die Landgemeinden. Diese wählten die Vertreter in doppelt indirekter Wahl: Die Urwähler wählten Wahlmänner, diese dann Bezirkswähler. Wahlkreise waren die Landkreise. Für die Abgeordneten wurden jeweils auch Stellvertreter gewählt.
Der Provinziallandtag der Rheinprovinz trat in seiner 9. Sitzungsperiode vom 28. September 1851 bis zum 31. Oktober 1851 zusammen. Der Landtagsabschied datiert vom 15. September 1852.

## Liste der Abgeordneten
| Kurie                                | Wahlkreis | Abgeordneter                                                       | Anmerkung                                                             |
| ------------------------------------ | --- | ------------------------------------------------------------------ | --------------------------------------------------------------------- |
| Stand der Fürsten, Grafen und Herren | | Fürst Ferdinand zu Solms-Braunfels                                 | Braunfels, vertreten durch Graf Cajus zu Stolberg-Stolberg zu Gimborn |
| Stand der Fürsten, Grafen und Herren | | Edmund Graf von Hatzfeld-Wildenburg                                | Wildenburg, vertreten durch Alfred von Hatzfeld-Wildenburg            |
| Stand der Fürsten, Grafen und Herren | | Fürst Joseph zu Salm-Reifferscheidt-Dyck                           | Dyk bei Neuss                                                         |
| Ritterschaft                         | Koblenz/Trier/Köln | Freiherr Anton von Salis-Soglio                                    | Gemünden                                                              |
| Ritterschaft                         | Koblenz/Trier/Köln | Wilhelm von Haw                                                    | Landrat a.D., Trier                                                   |
| Ritterschaft                         | Koblenz/Trier/Köln | Freiherr Adolf Carl Raitz von Frentz                               | Landrat Kreis Bergheim aus Schlenderhan, als Stellvertreter           |
| Ritterschaft                         | Koblenz/Trier/Köln | Graf Franz Egon von Hoensbroech                                    | Buschfeld                                                             |
| Ritterschaft                         | Koblenz/Trier/Köln | Clemens Wenzelslaus Freier und Edler Herr von und zu Eltz-Rübenach | Wahn                                                                  |
| Ritterschaft                         | Koblenz/Trier/Köln | Freiherr Clemens August Waldbott von Bassenheim-Bornheim           | Provinzial-Feuer-Societätsdirektor, Koblenz                           |
| Ritterschaft                         | Koblenz/Trier/Köln | Joseph von Bianco                                                  | Justizrat zu Köln                                                     |
| Ritterschaft                         | Koblenz/Trier/Köln | Freiherr Gerhard von Carnap-Bornheim                               | Burg-Bornheim                                                         |
| Ritterschaft                         | Aachen/Düsseldorf | Graf Maximilian August von Loë                                     | Wissen                                                                |
| Ritterschaft                         | Koblenz/Trier/Köln | Carl Friedrich von Müller                                          | Burg Metternich                                                       |
| Ritterschaft                         | Koblenz/Trier/Köln | Freiherr Clemens von Loë                                           | Wissen                                                                |
| Ritterschaft                         | Koblenz/Trier/Köln | Freiherr Louis von Bongard                                         | Pfaffendorf, als Stellvertreter                                       |
| Ritterschaft                         | Aachen/Düsseldorf | Friedrich Joseph Coels von der Brügghen                            | Geheimer Regierungsrat a.D., Aachen                                   |
| Ritterschaft                         | Aachen/Düsseldorf | Freiherr Friedrich von Vittinghoff gen. Schell zu Schellenberg     | Kammerherr, Schellenberg                                              |
| Ritterschaft                         | Aachen/Düsseldorf | Freiherr Karl von Hertefeld                                        | Liebenberg bei Löwenberg in der Mark Brandenburg, als Stellvertreter  |
| Ritterschaft                         | Aachen/Düsseldorf | Freiherr Karl Ludwig Adolf von Plettenberg                         | Mehrum bei Duisburg                                                   |
| Ritterschaft                         | Aachen/Düsseldorf | Graf Rudolf von Schaesberg                                         | Krickenbeck                                                           |
| Ritterschaft                         | Aachen/Düsseldorf | Freiherr Friedrich Geyr von Schweppenburg                          | Burg Müddersheim                                                      |
| Ritterschaft                         | Aachen/Düsseldorf | Melchior Julius von Buggenhagen                                    | Bürgermeister Godesberg                                               |
| Ritterschaft                         | Aachen/Düsseldorf | Franz Werner von Leykam                                            | Elsum, Kreis Heilsberg, als Stellvertreter                            |
| Ritterschaft                         | Aachen/Düsseldorf | Graf Friedrich von Westerholt und Gysenberg                        | Oberhausen, bis zum 11. Oktober                                       |
| Ritterschaft                         | Aachen/Düsseldorf | Freiherr Friedrich von Bourscheidt                                 | Rath                                                                  |
| Ritterschaft                         | Aachen/Düsseldorf | Freiherr Karl von Mylius                                           | Linzenich                                                             |
| Ritterschaft                         | Aachen/Düsseldorf | Freiherr Emmerich Raitz von Frentz                                 | Kammerherr und Landrat Düsseldorf, als Stellvertreter                 |
| Ritterschaft                         | Aachen/Düsseldorf | Graf Arthur von Goltstein                                          | Schloss Breill, als Stellvertreter                                    |
| Ritterschaft                         | Aachen/Düsseldorf | Franz Anton Josten                                                 | Rittergutsbesitzer zu Neuß, ab 11. Oktober 1851 als Stellvertreter    |
| Städte                               | Köln | Joseph Stupp                                                       | Justizrat und Bürgermeister, Köln                                     |
| Städte                               | Köln | Hermann Philippsborn                                               | Kaufmann, Köln                                                        |
| Städte                               | Aachen | Engelbert Schwamborn                                               | Beigeordneter und Tuchfabrikant, Koblenz                              |
| Städte                               | Düsseldorf | Theodor Joseph Lacomblet                                           | Archivrat, Düsseldorf                                                 |
| Städte                               | Koblenz | Christian Haan                                                     | Kaufmann und Beigeordneter, Koblenz                                   |
| Städte                               | Trier | Carl Savoye                                                        | Kaufmann und Stadtrat, Trier                                          |
| Städte                               | Elberfeld | Heinrich Schniewind                                                | Kaufmann, Elberfeld, als Stellvertreter                               |
| Städte                               | Barmen | Wilhelm von Eynern                                                 | Kaufmann, Barmen                                                      |
| Städte                               | Krefeld | Peter Hunzinger                                                    | Tuchfabrikant, Krefeld                                                |
| Städte                               | Kreuznach, Kirn, Sobernheim, St. Goar, Boppard, Oberwinter, Bacharach, Stromberg                                                       | Dr. Erhard Prieger                                                 | Kreisphysikus und Geheimer Sanitätsrat, Kreuznach                     |
| Städte                               | Stromberg, Trarbach, Zell, Cochem, Mayen, Andernach, Ahrweiler, Sinzig, Remagen, Simmern                                               | Michael Bauer                                                      | Kaufmann, Cochem, als Stellvertreter                                  |
| Städte                               | Ehrenbreitstein, Vallendar, Bendorf, Neuwied, Linz, Wetzlar, Braunfels                                                                 | Gustav Adolph van der Beek                                         | Kaufmann und Beigeordneter, Neuwied                                   |
| Städte                               | Saarlouis, Saarbrücken, St. Johann, Ottweiler, St, Wendel, Baumholder                                                                  | Johann Ludwig Wagner                                               | Bürgermeister, Saarbrücken                                            |
| Städte                               | Merzig, Prüm, Bitburg, Wittlich, Bernkastel, Saarburg, Neuerburg                                                                       | Jacob Funk                                                         | Wirt, Saarburg, als Stellvertreter                                    |
| Städte                               | Monschau, Eupen, Malmédy, St. Vith | Joseph Geub                                                        | Apotheker, Malmedy, als Stellvertreter                                |
| Städte                               | Düren, Gemünd, Stolberg, Burtscheid | Peter Peiffer                                                      | Gemeindeverordneter, Düren                                            |
| Städte                               | Jülich, Eschweiler, Heinsberg, Erkelenz, Geilenkirchen mit Hünshoven, Linnich                                                          | Joseph Jungbluth                                                   | Bürgermeister und Gutsbesitzer, Jülich                                |
| Städte                               | Bonn, Münstereifel, Euskirchen, Zülpich, Rheinberg                                                                                     | Johann Jacob Noeggerath                                            | Geheimer Bergrat, Bonn                                                |
| Städte                               | Deutz, Mülheim am Rhein, Gladbach, Gummersbach, Wipperfürth, Siegburg, Königswinter, Neustadt                                          | Wilhelm Budde                                                      | Bürgermeister, Neustadt                                               |
| Städte                               | Ratingen, Kaiserswerth, Angermund mit Gerresheim, Mettmann, Langenberg mit Hardenberg, Wülfrath, Velbert, Kronenberg, Steele, Hilden   | Heinrich Neunerdt                                                  | Apotheker, Mettmann                                                   |
| Städte                               | Duisburg, Mülheim an der Ruhr, Essen, Kettwig, Werden, Ruhrort, Dinslaken, Emmerich, Rees, Isselburg                                   | Wilhelm Goslich                                                    | Kaufmann, Mülheim/Ruhr                                                |
| Städte                               | | Heinrich Smidt                                                     | Weinhändler, Cleve                                                    |
| Städte                               | Neuss, Grevenbroich, Wevelinghoven, Gladbach, Viersen, Dahlen, Odenkirche, Rheydt, Uerdingen, Kempen, Süchtelen, Dülken, Kaldenkirchen | Michael Frings                                                     | Bürgermeister, Neuß                                                   |
| Städte                               | Lennep, Ronsdorf, Lüttringhausen, Radevormwald, Burg, Hückeswagen, Wermelskirchen                                                      | Julius Johanny                                                     | Kaufmann, Hückeswagen                                                 |
| Städte                               | Solingen, Remscheid, Dorp, Gräfrath, Wald, Höhscheid mit Merscheid, Burscheid mit Leichlingen, Opladen mit Neukirchen, Hitdorf         | Robert Böker                                                       | Kaufmann, Remscheid, als Stellvertreter                               |
| Landgemeinden                        | Regierungsbezirk Aachen | Balthasar Beemelmanns                                              | Bürgermeister, Prümmern                                               |
| Landgemeinden                        | Regierungsbezirk Aachen | Jacob Ahren                                                        | Gutsbesitzer, Reichenstein                                            |
| Landgemeinden                        | Regierungsbezirk Aachen | Johann Engelbert Hahn                                              | Bürgermeister, Girbelsrath                                            |
| Landgemeinden                        | Solingen, Remscheid, Dorp, Gräfrath, Wald, Höhscheid mit Merscheid, Burscheid mit Leichlingen, Opladen mit Neukirchen, Hitdorf         | Nicolaus Jörissen                                                  | Steuerempfänger, Willm, als Stellvertreter                            |
| Landgemeinden                        | Regierungsbezirk Trier | Freiherr Rudolf de Lasalle von Louisenthal                         | Landrat, Schloss Dagstuhl                                             |
| Landgemeinden                        | Regierungsbezirk Trier | Johann Babtist Schwickrath                                         | Gutsbesitzer, Schönecken, als Stellvertreter                          |
| Landgemeinden                        | Regierungsbezirk Trier | Nikolaus Guittienne                                                | Bürgermeister, Niedaltdorf                                            |
| Landgemeinden                        | Regierungsbezirk Koblenz | Christoph Trutschler                                               | Gutsbesitzer, Kirchberg                                               |
| Landgemeinden                        | Regierungsbezirk Koblenz | Dr. Ferdinand Wurzer                                               | Bürgermeister von Niederhammerstein                                   |
| Landgemeinden                        | Regierungsbezirk Koblenz | Heinrich Purizelli                                                 | Rheinböllerhütte                                                      |
| Landgemeinden                        | Regierungsbezirk Koblenz | Joseph Wirtz                                                       | Gutsbesitzer und Rentmeister, Bassenheim, als Stellvertreter          |
| Landgemeinden                        | Regierungsbezirk Koblenz | Peter Joseph Moritz                                                | Gutsbesitzer, Hatzenport, als Stellvertreter                          |
| Landgemeinden                        | Regierungsbezirk Köln | Friedrich Häger                                                    | Gutsbesitzer, Ohl                                                     |
| Landgemeinden                        | Regierungsbezirk Köln | Johann Leopold Schult                                              | Bürgermeister, Glessen                                                |
| Landgemeinden                        | Regierungsbezirk Köln | Martin Fasbinder                                                   | Gutsbesitzer, Dünnwald                                                |
| Landgemeinden                        | Regierungsbezirk Köln | Hermann Joseph Schuhmacher                                         | Bürgermeister, Meckenheim                                             |
| Landgemeinden                        | Regierungsbezirk Düsseldorf | Gerhard Seulen                                                     | Major a.D. und Bürgermeister von Borst                                |
| Landgemeinden                        | Regierungsbezirk Düsseldorf | Anton Compes                                                       | Bürgermeister, Neuwerk                                                |
| Landgemeinden                        | Regierungsbezirk Düsseldorf | Julius von Haeften                                                 | Landrat, Cleve                                                        |
| Landgemeinden                        | Regierungsbezirk Düsseldorf | Wilhelm von Ising                                                  | Gutsbesitzer, Vogelfang                                               |
| Landgemeinden                        | Regierungsbezirk Düsseldorf | Anton Schmitz                                                      | Gutsbesitzer, Ilverich                                                |
| Landgemeinden                        | Regierungsbezirk Düsseldorf | Urban Leven                                                        | Bürgermeister, Benrath                                                |